# Formosa (Goiás)
Formosa é um município brasileiro do estado de Goiás. Situa-se a 80 quilômetros de Brasília, e a 282 quilômetros de Goiânia. A população do município de Formosa, segundo censo de 2022 do IBGE, é de 115.901 habitantes.

## História
Formosa surgiu em meados do século XVIII, quando Goiás pertencia à capitania de São Paulo.
Por conta da circulação de pessoas nessas terras, em fevereiro de 1736 instalou-se a Estação Fiscal do Registro da Lagoa Feia, por ordem do rei de Portugal, com o propósito de controlar as cobranças fiscais das mercadorias que por ali passavam, principalmente o ouro. Algum tempo depois, outro registro foi instalado a cerca de 90 km de onde fica a atual cidade de Formosa.
Próximo ao registro da Lagoa Feia, o território foi ocupado por moradores do Arraial de Santo Antônio do Itiquira, situado no vale do Paranã, que abandonaram seu povoado, considerado insalubre devido às "febres" que assolavam seus moradores (não se sabe se malária ou outra doença). Com medo da doença, tropeiros e comerciantes que vinham da Bahia e Minas Gerais acampavam na região onde hoje está localizada Formosa, evitando o Arraial de Santo Antônio do Itiquira.
O novo povoado foi batizado de Arraial dos Couros. A origem do nome é controversa. Alguns dizem que o nome é uma homenagem aos viajantes que acampavam no local em barracas de couro que eles traziam para comercializar. Contudo, Luiz Cruls, chefe da Comissão Exploradora do Planalto Central, criada em 1892 pela nascente República do Brasil com o objetivo de demarcar a futura capital federal, indica que o nome antigo de Formosa dava-se possivelmente pela quantidade de couro de animais silvestres comercializada pelos seus habitantes. Viajantes europeus, como Auguste de Saint-Hilarie e Emanuel Pohl, que cruzaram a província de Goiás na primeira metade do século XIX indicam grande comércio de couro pela comarca de Santa Luzia, atual Luziânia, à qual o Arraial de Couros era subordinado.
A criação do município de Formosa deu-se em 1 de agosto de 1843, com o nome de Vila Formosa da Imperatriz. Com o advento da República, passou a ser simplesmente Formosa.
Em 1877 passou por Vila Formosa da Imperatriz Francisco Adolfo de Varnhagen, o Visconde de Porto Seguro (1816-1878). O ilustre visitante, amigo do Imperador D. Pedro II, defendia desde 1849 que a capital do Brasil deveria ser interiorizada. Em 1877 Porto Seguro percorreu o interior das províncias de São Paulo, Goiás e Bahia, trabalho que culminou na idealização da interiorização da capital do Brasil. Ele visitou Formosa e a região entre as Lagoas Feia, Formosa e Mestre D’Armas (Lagoa Bonita), que indicou ser a mais propícia para a transferência da capital. De acordo com Freitas (2012) "foi à visita de Varnhagen que motivou seu amigo D. Pedro II, a elevar a então Vila Formosa da Imperatriz à cidade, foi também a partir desta visita que se cultivou em Formosa a certeza de que um dia a capital do Brasil chegaria à região”.
Contudo, a capital não chegou e até o início do século XX, Formosa guardou as feições de cidade pequena de interior. Durante as décadas de 1920 e 1930, a cidade viveu seu primeiro surto de crescimento urbano.  cidade passa a sofrer intervenções mais profundas na paisagem, até então dominada pela natureza. A construção do “jardim centenário” – atual Praça Rui Barbosa (popularmente conhecida como praça do coreto), a urbanização mais extensa da cidade, com abertura e/ou alargamento de ruas e saneamento de brejos marcam esse momento.
A partir da década de 1950, com a efetivação da construção da capital federal, Brasília, há apenas 75 km de Formosa, aprofunda-se a urbanização, com a chegada do asfalto, a ocupação mais extensiva de brejos e outras regiões hidromórficas; explode o crescimento demográfico e tem início a derrubada de casarões e edificações mais simples dos séculos XIX e XX. Contudo, “até mais ou menos a década de 1970, a cidade manteve as suas características de cidade antiga”.
O parcelamento irregular do território, a especulação imobiliária e a grilagem, esta última extensamente denunciada em jornal da época da construção de Brasília, bem como a posterior regularização desses loteamentos por parte do poder público, transformaram a paisagem da cidade de Formosa, que passou por um processo deliberado e consciente de destruição e descaracterização de seu patrimônio material, histórico e ambiental.
A intensa migração, cujo polo de atração era Brasília, contribuiu para a rápida ocupação do território das nascentes da Lagoa Feia. A partir de 1970, inicia-se o êxodo rural, sobretudo a partir da formação de vilas, que passam a ocupar áreas periféricas da cidade. É emblemático o caso da desocupação da área do exército e consequente formação das Vilas Beneditina e Vicentina.
Em 1974, 1.297 proprietários de fazendas, chácaras e sítios, bem como seus familiares, agregados e arrendatários, que ocupavam uma área de 1.040km2 foram obrigados a entregarem ao Exército Brasileiro suas terras, para a criação de uma Área de Segurança Nacional, com vistas à proteção da nova capital federal. Noíde Vieira, em sensível relato sobre a experiência vivida, informa sobre a truculência, o desenraizamento cultural e social, o •aumento desordenado da população e inchaço das periferias que sobreveio com essa desocupação.
“Muitas famílias se acotovelavam em minúsculos barracos, erguidos às pressas. Viviam amontoadas, comendo as provisões que trouxeram de suas roças. Alguns ex-donos de terras nem chegaram a receber a indenização e se viram na mais absoluta pobreza e desamparo. […] Não tinham serviço. Só sabiam trabalhar nas roças: plantar, cuidar e colher. […] A miséria se alastrava […]” (VIEIRA, 2006, p. 91).
Parte dessas pessoas ocupou uma grande área periférica da cidade, duas vilas ainda hoje marcadas pela desigualdade social, pela violência e pelo descaso dos poderes públicos: a Vila Vicentina, atual Bairro São Vicente, e a Vila Beneditina, atual Bairro São Benedito.

## Geografia
Compõem o município quatro distritos: Formosa (sede), Bezerra, Santa Rosa e Juscelino Kubitschek.

### Clima
Segundo dados do Instituto Nacional de Meteorologia (INMET), referentes ao período de 1931 a 1967 e a partir de 1974, a menor temperatura registrada em Formosa foi de 3,9 °C em 18 de julho de 1975 e a maior atingiu 39 °C em 30 de novembro de 1961, seguido por 37,9 °C em 22 de outubro de 2015. O maior acumulado de precipitação em 24 horas foi de 124,9 milímetros (mm) em 24 de dezembro de 1948. Outros acumulados iguais ou superiores a 100 mm foram: 124,6 mm em 1° de fevereiro de 1992, 110,3 mm em 17 de dezembro de 2008, 108,6 mm em 18 de novembro de 2012, 107,5 mm em 10 de novembro de 1933, 105,8 mm em 24 de dezembro de 1985, 105,6 mm em 2 de dezembro de 2004, 104,6 mm em 8 de março de 2018, 103,4 mm em 21 de outubro de 1955, 101 mm nos dias 24 de novembro de 1978 e 27 de novembro de 2011 e 100,7 mm em 25 de janeiro de 1947.
| Dados climatológicos para Formosa                                                                            | Dados climatológicos para Formosa | Dados climatológicos para Formosa | Dados climatológicos para Formosa | Dados climatológicos para Formosa | Dados climatológicos para Formosa | Dados climatológicos para Formosa | Dados climatológicos para Formosa | Dados climatológicos para Formosa | Dados climatológicos para Formosa | Dados climatológicos para Formosa | Dados climatológicos para Formosa | Dados climatológicos para Formosa | Dados climatológicos para Formosa |
| Mês | Jan                               | Fev                               | Mar                               | Abr                               | Mai                               | Jun                               | Jul                               | Ago                               | Set                               | Out                               | Nov                               | Dez                               | Ano                               |
| --- | --------------------------------- | --------------------------------- | --------------------------------- | --------------------------------- | --------------------------------- | --------------------------------- | --------------------------------- | --------------------------------- | --------------------------------- | --------------------------------- | --------------------------------- | --------------------------------- | --------------------------------- |
| Temperatura máxima recorde (°C)                                                                              | 35,2                              | 34,7                              | 34                                | 33                                | 32,4                              | 33                                | 31,8                              | 34,6                              | 37,8                              | 37,9                              | 39                                | 36,4                              | 39                                |
| Temperatura máxima média (°C)                                                                                | 28,3                              | 28,6                              | 28,4                              | 28,3                              | 27,7                              | 27                                | 27,1                              | 28,9                              | 30,8                              | 30,8                              | 28,3                              | 28,1                              | 28,5                              |
| Temperatura média compensada (°C)                                                                            | 23,2                              | 23,3                              | 23,1                              | 22,9                              | 21,7                              | 20,7                              | 20,6                              | 22,2                              | 24,3                              | 24,7                              | 23,2                              | 23,2                              | 22,8                              |
| Temperatura mínima média (°C)                                                                                | 19,3                              | 19,2                              | 19,2                              | 18,6                              | 16,7                              | 15,1                              | 14,6                              | 15,9                              | 18,2                              | 19,6                              | 19,2                              | 19,3                              | 17,9                              |
| Temperatura mínima recorde (°C)                                                                              | 11,8                              | 13                                | 10                                | 9,9                               | 5                                 | 4,5                               | 3,9                               | 6,1                               | 8,6                               | 10                                | 12                                | 12                                | 3,9                               |
| Precipitação (mm)                                                                                            | 222,9                             | 197,3                             | 211                               | 92,8                              | 19,5                              | 3,9                               | 0,2                               | 7,6                               | 27,7                              | 101,8                             | 207,8                             | 246,9                             | 1 339,4                           |
| Dias com precipitação (≥ 1 mm)                                                                               | 15                                | 13                                | 14                                | 8                                 | 2                                 | 0                                 | 0                                 | 1                                 | 3                                 | 8                                 | 15                                | 16                                | 95                                |
| Umidade relativa compensada (%)                                                                              | 74,6                              | 74,1                              | 76                                | 71,4                              | 65,3                              | 58,8                              | 52,5                              | 45,7                              | 46,5                              | 56,8                              | 73,4                              | 75,5                              | 64,2                              |
| Insolação (h)                                                                                                | 175,1                             | 177,2                             | 186,3                             | 216,8                             | 253,9                             | 265,8                             | 285,1                             | 294,8                             | 251,3                             | 208,5                             | 152,3                             | 154                               | 2 621,1                           |
| Fonte: INMET (normal climatológica de 1991-2020; recordes de temperatura: 1931 a 30/11/1967 e 1974-presente) |                                   |                                   |                                   |                                   |                                   |                                   |                                   |                                   |                                   |                                   |                                   |                                   |                                   |

## Economia

### Indicadores socioeconômicos
PIB municipal (2021)R$ 3,25 bilhões
PIB  per capita (2021)R$ 25.836,62
Composição do PIB (2008)
- Valor adicionado bruto da agropecuária:  R$ 58,777  milhões
- Valor adicionado bruto da indústria:  R$ 88,052 milhões
- Valor adicionado bruto dos serviços:  R$  454,706 milhões
- Impostos sobre produtos líquidos de subsídios:  R$ 54,130  milhões

## Educação
A cidade de Formosa já foi referência em educação para o nordeste goiano e planalto central, durante a primeira metade do século XX. A instituição de ensino mais antiga da cidade e ainda em funcionamento é o Colégio São José, fundado em 1910. O Grupo Escolar Americano do Brasil, o primeiro da cidade, foi inaugurado em 1934 e posto a funcionar em 1935 (VERSIEUX, 2017).

#### Ensino fundamental
Ofertado pelas redes privadas, públicas municipal e estadual. No ensino fundamental, destaca-se a Escola Agrícola.

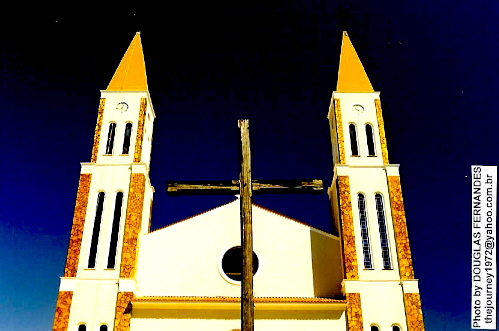
Catedral de Formosa.

#### Ensino médio
O ensino médio é ofertado por instituições privadas e públicas estaduais.
O campus do Instituto Federal de Goiás (IFG) oferece também ensino médio integrado a cursos técnicos em duas modalidades: cursos em tempo integral (Biotecnologia e Saneamento) e na modalidade Educação de Jovens e Adultos (Manutenção e Suporte em Informática e Edificações), ofertados no turno noturno.

#### Ensino superior
Possui também um campus do Instituto Federal de Goiás (IFG), que oferece cursos superiores de Bacharelado em Engenharia Civil, Licenciaturas em Ciências Biológicas e em Ciências Sociais, além de Tecnólogo em Análise e Desenvolvimento de Sistemas.
Possui um campus da Universidade Estadual de Goiás (UEG), que oferece os cursos de Licenciatura em Geografia, História, Química, Matemática, Letras e Pedagogia, além de Pós-Graduação lato sensu em Literatura e Mídias Contemporâneas e Pós Graduação lato sensu em Geografia e Análise Ambiental.
Na rede privada, conta com a Unopar Ead, as Faculdades IESGO e CAMBURY, que oferecem vários cursos.

## Turismo

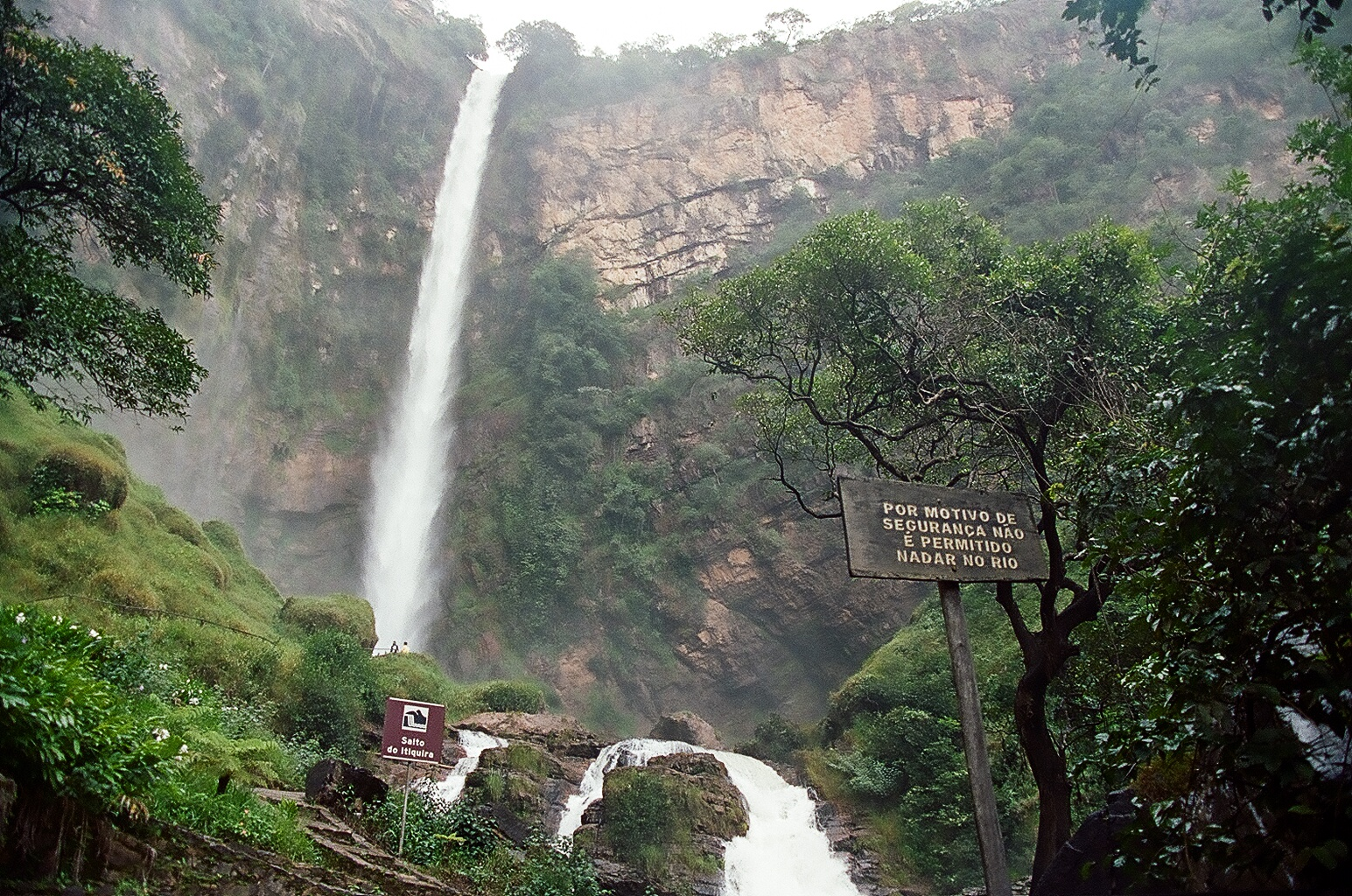
Salto do Itiquira em Formosa.

Cidade de importante riqueza natural, com grande número de cachoeiras, dentre elas destaca-se a Cachoeira do Itiquira, localizada a 34 quilômetros do centro da cidade, e, dentre as cachoeiras acessíveis (cadeirantes, idosos e demais pessoas com dificuldades de locomoção podem chegar bem próximas da queda), é umas das mais altas da América Latina, com 168 metros de altura de queda livre. Outro ponto muito conhecido é a Lagoa Feia, com seis quilômetros de comprimento e meio de largura e com profundidade entre 4 e 10 metros.
Ainda tem o Lajedo que forma grandes piscinas naturais, a Gruta das Andorinhas com aproximadamente 105 metros de profundidade, Buraco das Araras com aproximadamente 105 metros de profundidade, a Cachoeira do Bisnau e o Rio Bandeirinha o qual forma várias cachoeiras. Possui também o EcoBocaina onde há a Cachoeira dos Reis Magos, Cachoeira da Palmeira e vários mirantes com vista para o Vale do Paranã. Em breve será lançado a Usina Parque Bandeirinha, um projeto do ex-prefeito Itamar Barreto de revitalização da Usina que levava energia para a cidade.
Possui 42 sítios arqueológicos catalogados pelo IPHAN, destacando-se o Sitio Arqueológico do Bisnau, situado próximo à BR-020, e o Sítio Arqueológico da Lapa da Pedra, conhecido popularmente como Toca da Onça, situado próximo à estrada que dá acesso ao Salto do Itiquira. Ambos situam-se em propriedades particulares e cobram pelo acesso, sem oferecer estrutura turística de apoio aos visitantes.
Foi incluída em 2011, como uma das 100 cidades brasileiras com apelos e atrativos turísticos no Ministério do Turismo por indicação da CNTur- Confederação Nacional do Turismo.
A cidade de Formosa é reconhecida pelos praticantes de voo a vela como um dos melhores locais do Brasil para se praticar o esporte. Voos cross country são possíveis durante quase todo o ano, sendo que de agosto a outubro é a temporada de voos de longa distância, em geral superiores a 500.000 km.

### Unidades de Conservação (UC's)
O município de Formosa possui duas unidades de conservação (UC's), ambas municipais: o Parque Ecológico Mata da Bica e o Parque Municipal do Salto do Itiquira.

## Generalidades

### Religião
Predomina em Formosa as religiões cristãs. Berço católico, em Formosa situa-se a Diocese de Formosa, onde se encontra a Igreja Sé a Catedral Nossa Senhora Conceição

### Segurança
O Corpo de Bombeiros Militar do Estado de Goiás (CBMGO) é representado na cidade pela 7ª Companhia Independente Bombeiro Militar (7ª CIBM). Essa, atualmente, é composta por 49 militares. Não obstante a isso, a 7ª CIBM realizou 12.266 (doze mil duzentos e sessenta e seis)atendimentos no ano de 2009.[carece de fontes?]
A Polícia Militar do Estado de Goiás (PMGO) é representada pelo 16º Batalhão de Polícia Militar ou 16º BPM.
A cidade conta ainda com uma unidade de Artilharia de Mísseis e Foguetes do Exército Brasileiro.
É uma das primeiras cidades goianas a instituir a Guarda Municipal, que atua na segurança pública em conjunto com a Polícia Militar.

### Comunicação
Sites
Entorno Urgente
WebRádios
- Rádio AgroTerra
- Rádio D'Ponta[30]